# Università di Boston
L'Università di Boston (in inglese Boston University, in latino Universitas Bostoniensis, sigla BU) è un'università privata, fondata nel 1839 a Boston.

## Struttura
Con un corpo insegnante di 4 000 membri e più di 34 000 studenti, la BU è la quarta più grande università privata degli Stati Uniti, dopo la New York University, la Brigham Young University, e la University of Southern California.